# Gentle Monster

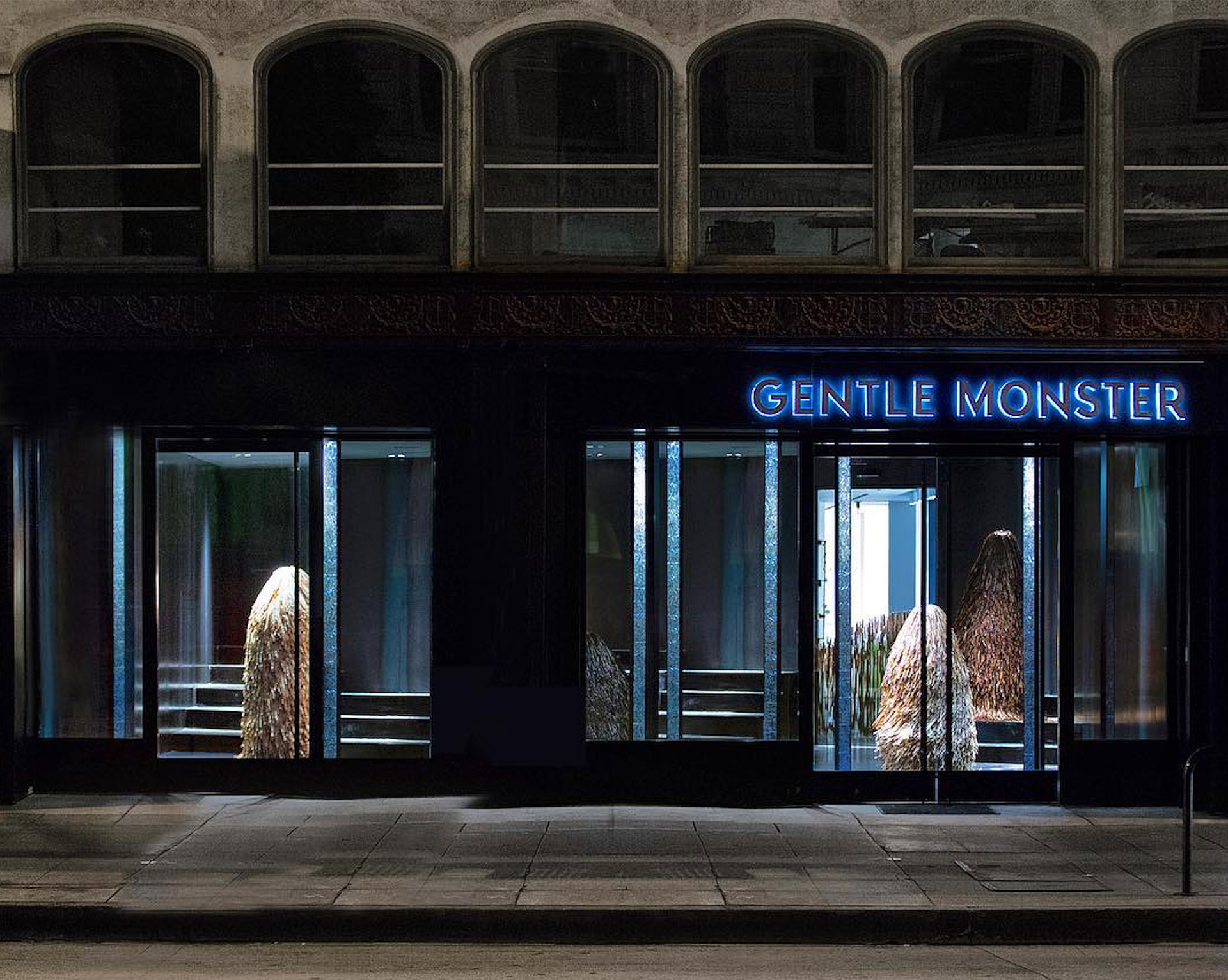
Бутік Gentle Monster Los Angeles

Gentle Monster (Hangeul : 젠틀몬스터) — південнокорейський бренд сонцезахисних і оптичних окулярів, заснований у Сеулі в 2011 році   
Станом на квітень 2018 року компанія мала 41 магазин по всьому світу, включаючи Південну Корею, Китай, Гонконг, Сінгапур, Об’єднані Арабські Емірати, Великобританію та Сполучені Штати . 

## Клієнти
Серед відомих поціновувачів бренду Бейонсе, Ріанна, Джіджі Хадід, Сьюзан Сарандон, Тільда Суінтон, Біллі Айліш і Дженні Кім . 